# 梧木桥站
梧木橋站（：／ Omokgyo yeok */?）副站名木洞運動場，是首都圈電鐵5號線沿線的一座地下車站，位於韓國首爾特別市陽川區木洞。

## 車站構造
站體為2面2線側式月台的地下車站，候車月台設有月台幕門，並有出口共8處。
本站無法轉乘對向列車。

### 月台配置
| 木洞 ↑ |
| \| 上  |
| ↓ 楊坪 |

| 月台 | 路線             | 目的地                                       |
| ---- | ---------------- | -------------------------------------------- |
| 上行 | ●首都圈電鐵5號線 | 喜鵲山、金浦機場、傍花方向                   |
| 下行 | ●首都圈電鐵5號線 | 汝矣島、光化門、上一洞、河南黔丹山、馬川方向 |

## 歷史
- 1996年8月12日：落成啟用。

## 車站周邊
- 教保文庫木洞店
- LG Best Shop
- 樂天Hi-Mart（朝鲜语：롯데하이마트）
- 圓音廣播（朝鲜语：원음방송）
- SBS廣播中心
- 基督教廣播（CBS）
- 韓國廣播會館
- 木洞运动场
  - 木洞滑冰場
  - 木洞棒球場
- 木雲中學
- 木洞中學
- 首爾木洞初等學校
- 新亭市場
- 陽川稅務署
- 梧木橋
- 梧木公園
- 巴黎公園
- E-mart木洞店
- KT木洞營業所
- 梨花女大附設木洞醫院
- 幸福百貨（朝鲜语：행복한백화점）
  - Megabox電影中心
- 現代百貨木洞店
  - Bandi & Luni's書店（朝鲜语：반디앤루니스）
  - 木洞CGV

## 圖片

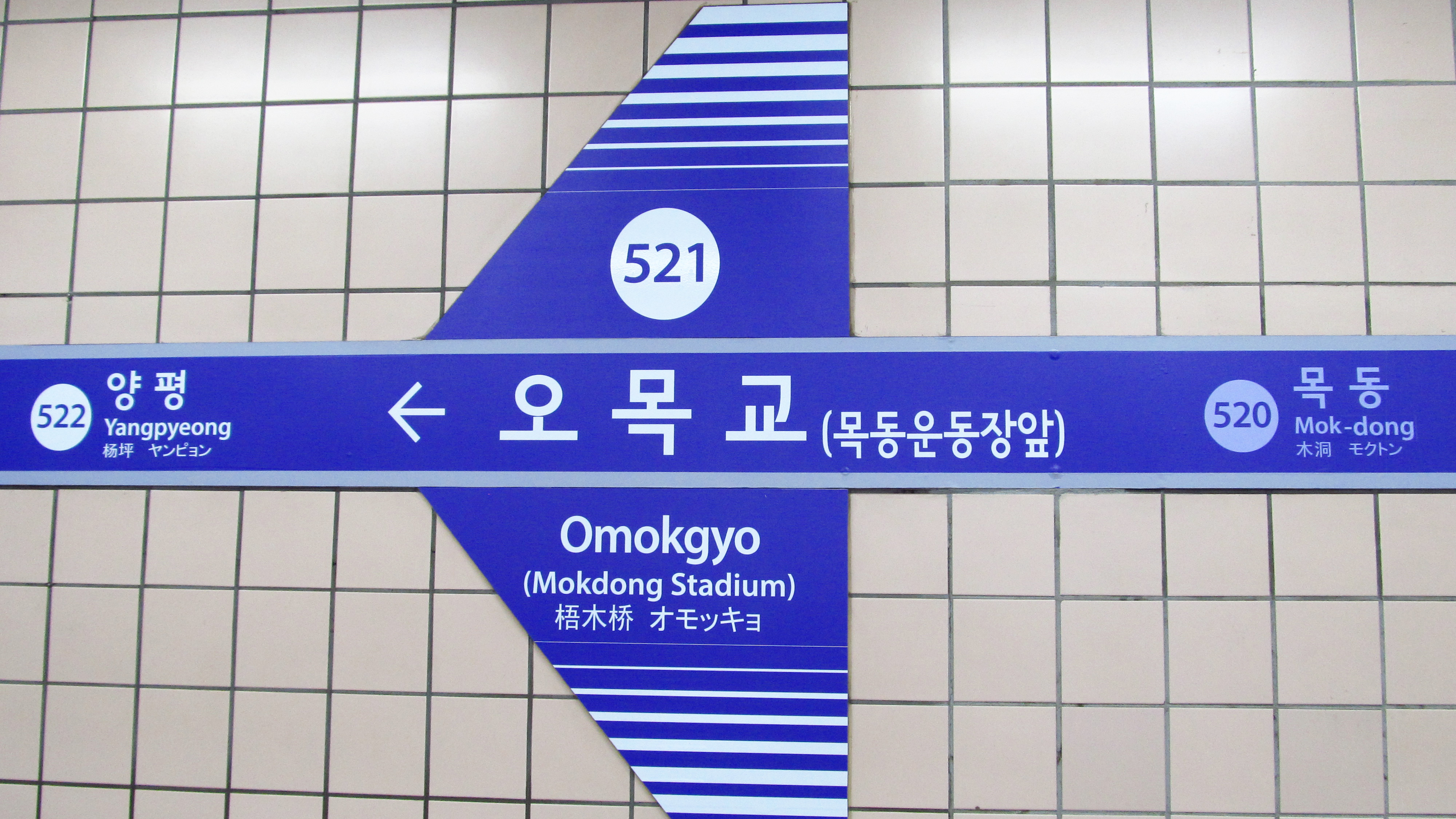
站名牌
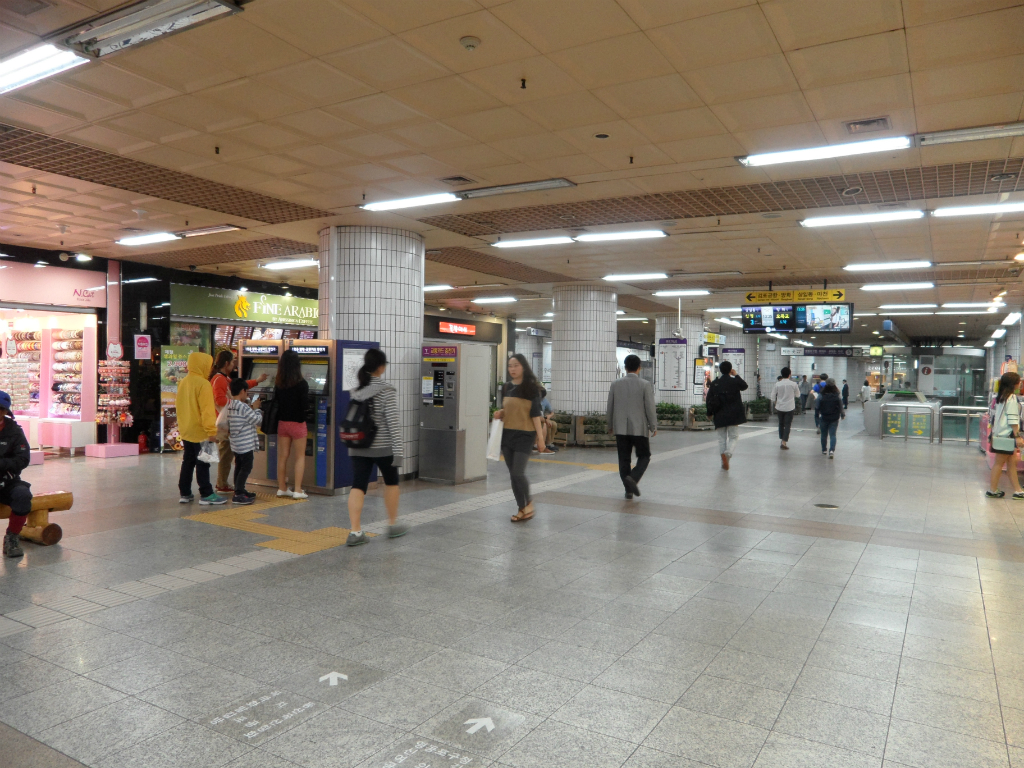
車站川堂
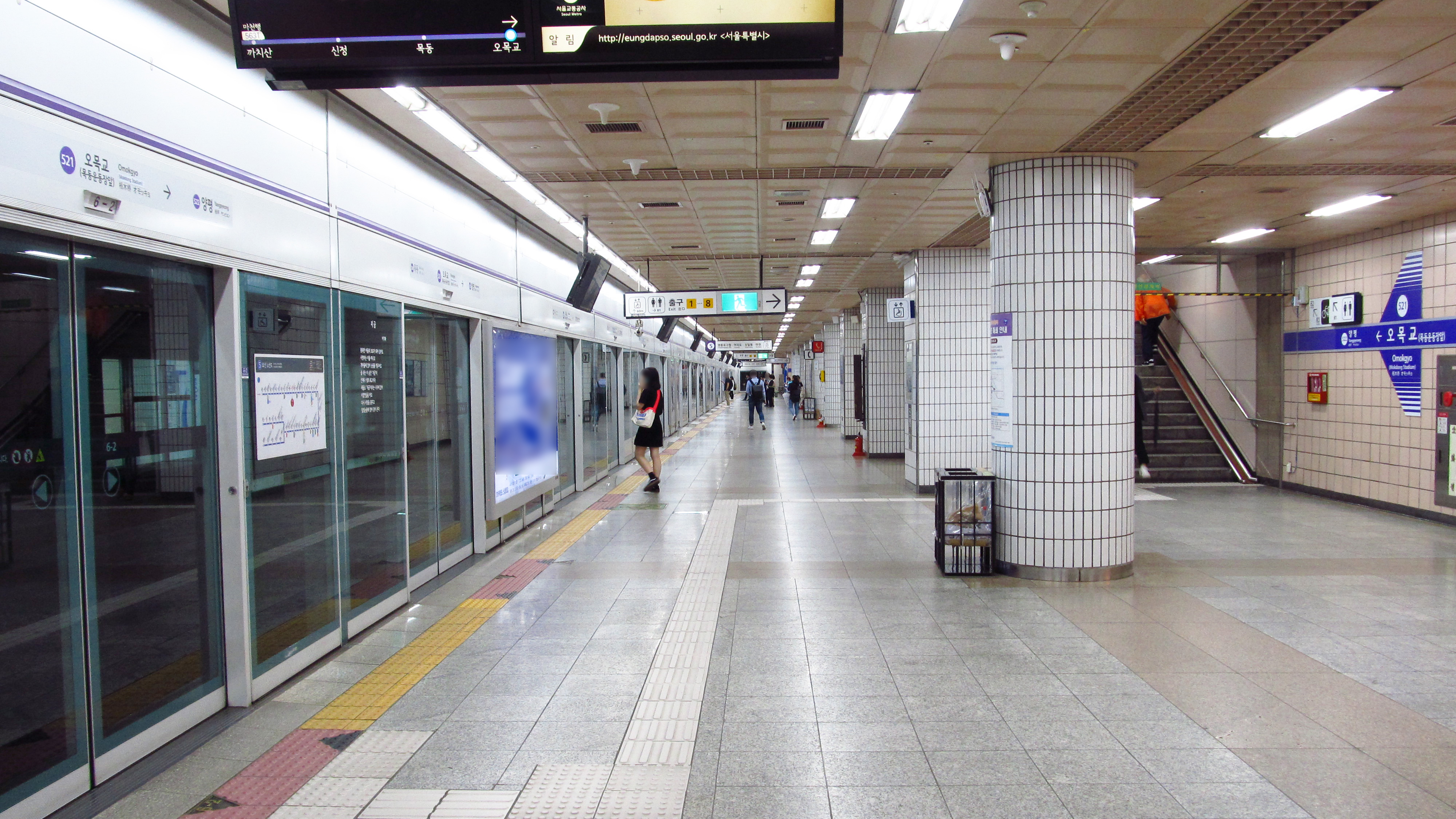
候車月台
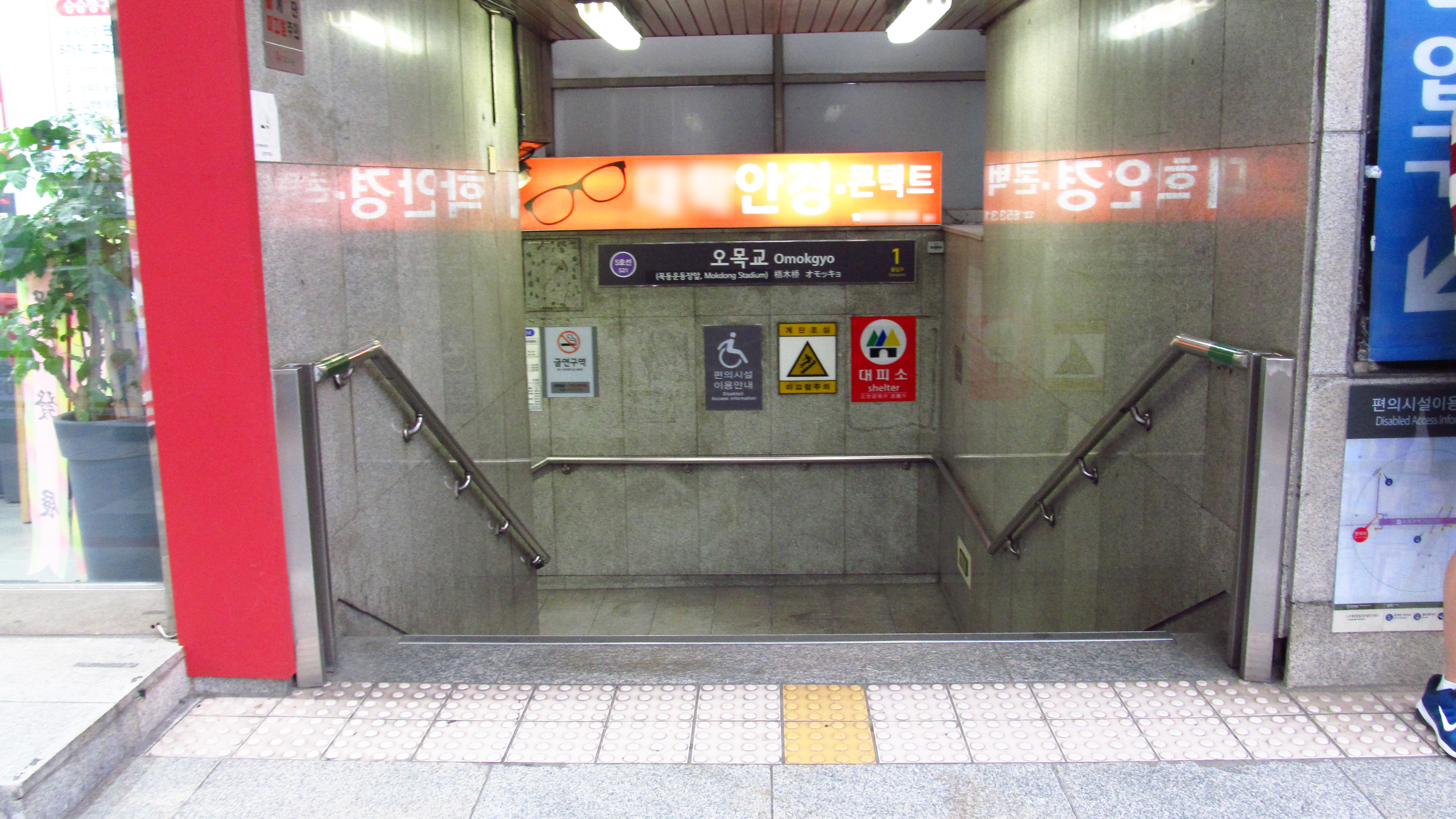
1號出口
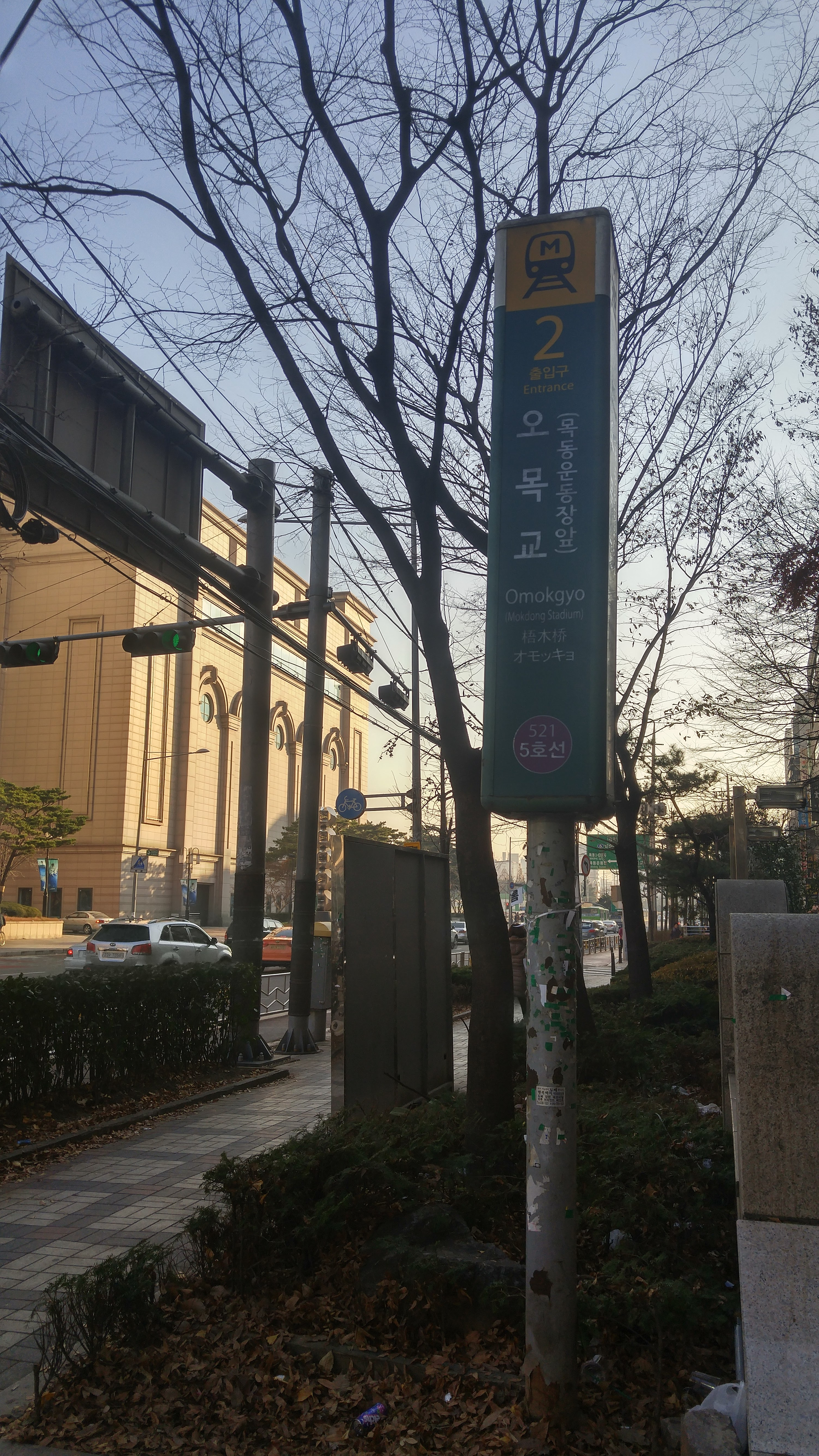
2號出口站牌

## 相鄰車站
首爾交通公社
●首都圈電鐵5號線
木洞（520）－梧木橋（521）－楊坪（522）